# بز کوهی اسپانیایی

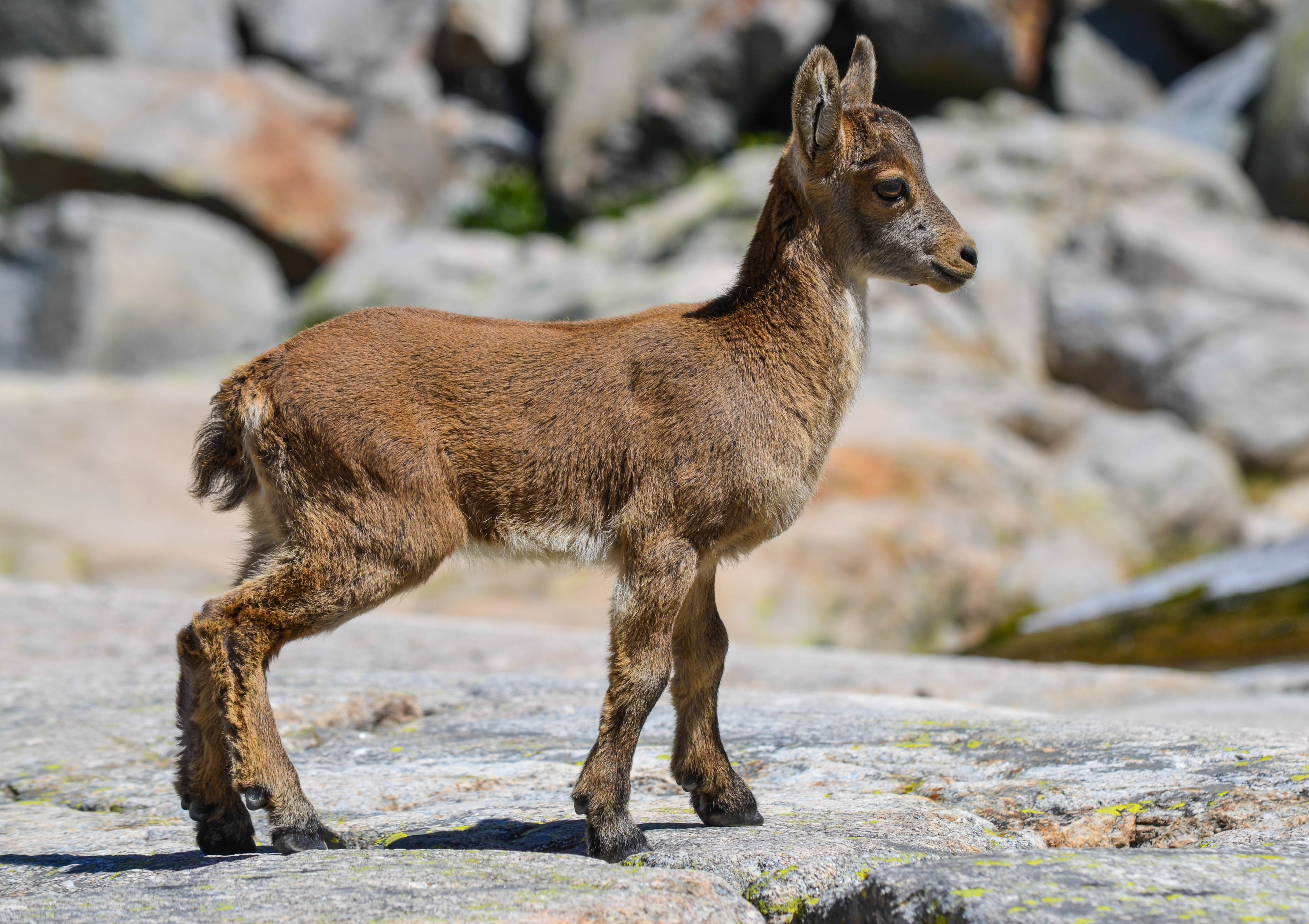
نگاره‌ای از یک بچهٔ سه ماههٔ بز کوهی اسپانیایی در رشته‌کوه سیرا د گردوس (en) در بخش مرکزی اسپانیا.

'بز کوهی اسپانیایی یا :بز کوهی ایبری (نام علمی: Capra pyrenaica) نام یک گونه از سرده بز کوهی است.
بز کوهی ایبری با سم‌های بزرگ و انعطاف‌پذیر و پاهای کوتاهش مشخص می‌شود. این سازگاری‌های فیزیکی به آن اجازه می‌دهد در شیب‌های برهنه، صخره‌ای، ناهموار و شیب‌دار دور از دسترس شکارچیان بالقوه بدود و بپرد. شاخ‌های بز کوهی ایبری به سمت بیرون و بالا و سپس به سمت داخل منحنی می‌شوند و بسته به زیرگونه‌ها، دوباره بالا یا پایین می‌روند. رشد سالانه شاخ عمدتاً تحت تأثیر سن است، اما می‌تواند تحت تأثیر عوامل محیطی و رشد سال قبل نیز باشد.[۵] بز کوهی ایبری نیز دارای دوشکلی جنسی است، به طوری که نر از نظر اندازه و وزن بزرگتر است و همچنین شاخ‌های بزرگتری نسبت به ماده دارد. استخوان‌های بز ماده تقریباً دو سال قبل از استخوان‌های نر استخوانی می‌شوند.[۵]